# Titularbistum Pitanae
Pitanae (ital.: Pitane) ist ein ehemaliges Bistum der römisch-katholischen Kirche und heute ein Titularbistum. Es gehörte der Kirchenprovinz Ephesos an und hat seinen Namen von der antiken Stadt Pitane in der römischen Provinz Asia in der westlichen Türkei.

## Titularbischöfe von Pitanae
| Titularbischöfe von Pitanae |                                 |                                                                    |                 |                   |
| Nr.                         | Name                            | Amt                                                                | von             | bis               |
| 1                           | Carlos de Sá Fragoso            | Altbischof von São Tomé von Meliapore (Indien)                     | 10. April 1937  | 28. August 1948   |
| 2                           | Emmanuel Boleslaus Ledvina      | Altbischof von Corpus Christi (USA)                                | 15. März 1949   | 15. Dezember 1952 |
| 3                           | Coleman Francis Carroll         | Weihbischof in Pittsburgh (USA)                                    | 25. August 1953 | 13. August 1958   |
| 4                           | Johannes Jobst (John Jobst) SAC | Apostolischer Vikar in Kimberley in Western Australia (Australien) | 13. Januar 1959 | 7. Juni 1966      |